# Befolkningspyramide
En befolkningspyramide er en figur, som på en enkel og overskuelig måde viser hvor mange mennesker det findes i et givet område (fx et land) fordelt på alder og køn, undertiden tillige ægteskabelig stilling. Figuren består sædvanligvis af to grafdele, idet befolkningen fordeles efter kønnets alder (sædvanligvis mænd til venstre, kvinder til højre), fordelt i grupper på et, fem eller ti år.

## Anvendelse
Befolkningspyramiden kan beskrives efter sin fremtræden, idet der kan skelnes mellem voksende, stabile eller aftagende pyramider. En voksende befolkning vil således afspejle sig i form af meget store børnetal (svarende til store bredder for pyramidens fod, eksempelvis Afghanistan), en stabil befolkning med jævnt aftagende befolkning vil have næsten ideel pyramideform (eksempelvis Danmark i 1901), en stabil befolkning med meget lav dødelighed vil have form som et tårn, idet befolkningen er næsten lige stor i alle aldersklasser og derfor først aftager brat i de højeste aldersklasser (se fx Frankrig), og endelig vil en aftagende befolkning vise sig ved, at pyramidens fod er smallere end ældre aldersklasser (se fx Tyskland i 2005).
Undertiden kan befolkningspyramiden antage andre former: således afspejlede Vesttysklands befolkningspyramide efter 2. verdenskrig denne begivenhed i form af tydelige indsnævringer i den mandlige befolkning (men ikke i den kvindelige) for de aldersklasser, der havde deltaget i krigen som soldater. Et andet specielt eksempel er Cambodjas befolkning i 2005, idet alle aldersgrupper over 25 år er meget små, aldersgrupper yngre end 25 år derimod uforholdsvis store, hvilket afspejlede de politiske begivenheder under Pol Pot en lille menneskealder (25 år) tidligere.
På tilsvarende måde viste befolkningspyramider for Mern fra 1870 til 1911 store aldersklasser for børn, der imidlertid snævrede kraftigt ind for aldersklasserne fra 20 til 34 år, hvilket afspejlede de begrænsede næringsmuligheder i datiden for den voksne befolkning, mens omvendt Borup, Skørping og Sindal viste stadigt bredere pyramidefødder, hvilket afspejlede en stadigt voksende ung befolkning, der satte mange børn i verden i de dengang opvoksende stationsbyer.